# Triple (Baseball)
Ein Triple ist im Baseball ein Hit, mit dem der Batter die dritte Base erreicht. Die dritte Base muss allein aufgrund des Hits erreicht werden. Kein Triple liegt daher vor, wenn der Batter aufgrund eines Errors eines Feldspielers die dritte Base erreicht. Wird statt des Batter ein anderer Baserunner ausgeworfen (Fielder’s Choice), liegt trotz Erreichens der dritten Base ebenfalls kein Triple vor.
Triples sind im modernen Baseball selten geworden. Sie erfordern einerseits eine hohe Laufgeschwindigkeit des Batters. Andererseits ist ein weiter Schlag des Balls ins Outfield erforderlich. Moderne Baseballstadien haben jedoch meist kleinere Outfields als dies früher der Fall war. Deshalb enden viele Hits, die in früheren Zeiten ein Triple gewesen wären, heute als Home Run. Die Liste der Major-League-Spieler mit den meisten Triples in ihrer Karriere bzw. in einer Saison wird daher ausschließlich von Spieler angeführt, die in den ersten Jahrzehnten gespielt haben. Die meisten Triples in einem Spiel, nämlich vier, schlugen George Strief (1885) und Bill Joyce (1897).

## Meiste Triples in der Major League Baseball

### In ihrer Karriere
1. Sam Crawford (spielte von 1899 bis 1917) – 309
2. Ty Cobb (1905–1928) – 295
3. Honus Wagner (1897–1917) – 252
4. Jake Beckley (1888–1907) – 243
5. Roger Connor (1880–1897) – 233
6. Tris Speaker (1907–1928) – 222
7. Fred Clarke (1894–1915) – 220
8. Dan Brouthers (1879–1904) – 205
9. Joe Kelley (1891–1908) – 194
10. Paul Waner (1926–1945) – 191

### In einer Saison
- 1. Chief Wilson (1912) – 36
- 2. Dave Orr (1886) – 31
- 2. Heinie Reitz (1894) – 31
- 4. Perry Werden (1893) – 29
- 5. Harry Davis (1897) – 28
- 5. Jimmy Williams (1899) – 28
- 7. George Davis (1893) – 27
- 7. Sam Thompson (1894) – 27
- 9. Sam Crawford (1914) – 26
- 9. Kiki Cuyler (1925) – 26
- 9. Shoeless Joe Jackson (1912) – 26
- 9. John Reilly (1890) – 26
- 9. George Treadway (1894) – 26